# Götz Twiehoff
Götz Twiehoff (* 12. August 1985 in Leichlingen) ist ein ehemaliger deutscher Basketballspieler. Der 1,98 Meter lange Flügelspieler spielte für Bayer Leverkusen in der zweiten Liga.

## Laufbahn
Twiehoff spielte bei seinem Heimatverein Leichlinger TV, in der Nachwuchsabteilung von Bayer Leverkusen, anschließend beim Leichlinger TV in der Herrenmannschaft und wechselte 2009 zum Regionalligisten BSG Grevenbroich. Während seiner dreijährigen BSG-Zeit wurde Twiehoff zweimal, nämlich in den Spielzeiten 2010/11 und 2011/12, vom Internetdienst eurobasket.com unter die fünften besten deutschen Spieler der 1. Regionalliga West gewählt.
2012 kehrte er nach Leverkusen zurück und war für Bayer in der 2. Bundesliga ProB prompt ein Leistungsträger. Gleich im ersten Jahr nach seiner Rückkehr (2012/13) gewann Twiehoff mit der Werkstruppe den ProB-Meistertitel und stieg in die 2. Bundesliga ProA auf. Dem Flügelspieler gelang der Schritt in die zweithöchste deutsche Liga problemlos, eurobasket.com kürte ihn zum besten ProA-Neuling der Saison 2013/14. 2016 ereilte Twiehoff mit Leverkusen der Abstieg aus der 2. Bundesliga ProA. Er blieb Bayer auch in der ProB treu und war mittlerweile zum Mannschaftskapitän aufgestiegen.
Mitte Mai 2018 beendete er seine Basketballkarriere.